# Saara Kuugongelwa-Amadhila
Saara Kuugongelwa-Amadhila (n. 12 octombrie 1967, Okahao⁠(d), Regiunea Omusati, Namibia) este al patrulea și actualul prim-ministru al Namibiei, aflată în funcție din 21 martie 2015. Kuugongelwa-Amadhila este membru al Organizației Poporului Africii de Sud-Vest (SWAPO). Este membră a Adunării Naționale din Namibia din 1995 și a ocupat funcția de ministru al Finanțelor din 2003 până în 2015. Este prima femeie care îndeplinește funcția de prim-ministru al Namibiei.

## Exil
Născută în Otamanzi, Africa de Sud-Vest (actuala Namibia), a plecat în exil alături de SWAPO în 1980 la 13 ani ajungând în Sierra Leone în 1982, la 15 ani. A urmat Școala Gimnazială de Fete Koidu din 1982 până în 1984 și Școala Gimnazială Saint Joseph din 1984 până în 1987. Din 1991 până în 1994, a urmat Universitatea Lincoln din Pennsylvania, Statele Unite, unde a absolvit având diplomă în economie.

## Cariera politică
Kuugongelwa-Amadhila s-a întors în Namibia după absolvirea de la Universitatea Lincoln și a ocupat funcția de ofițer de birou în Cabinetul președintelui Sam Nujoma. În 1995, la 27 de ani, a fost numită director general al Comisiei Naționale de Planificare, având rang de ministru. Ea a fost numită ministru al finanțelor în 2003.
De Ziua Eroilor în 2014 i s-a conferit Cel mai Strălucitor Ordin al Soarelui, clasa a doua.
În timpul mandatului președintelui Hage Geingob, a depus jurământul ca al 4-lea prim-ministru al Namibiei la 21 martie 2015. Este prima femeie care a ocupat această poziție.
În mai 2016, ea a participat la „O conversație cu Onorabila Saara Kuugongelwa-Amadhila, premierul Republicii Namibia”, o discuție moderată în cadrul Women’s in Public Service al Centrului Wilson. Ea a vorbit despre egalitatea de gen în numeroase ocazii, inclusiv în timpul vizitei premierului statului Mali, Modibo Keita, și într-un discurs (citit de Christine Hoebes în numele său), la cel de-al zecelea Summit al femeilor namibiene, unde a declarat că va dura 70 de ani pentru a micșora diferența de remunerare între femei și bărbați în Africa.